# هوتنگ

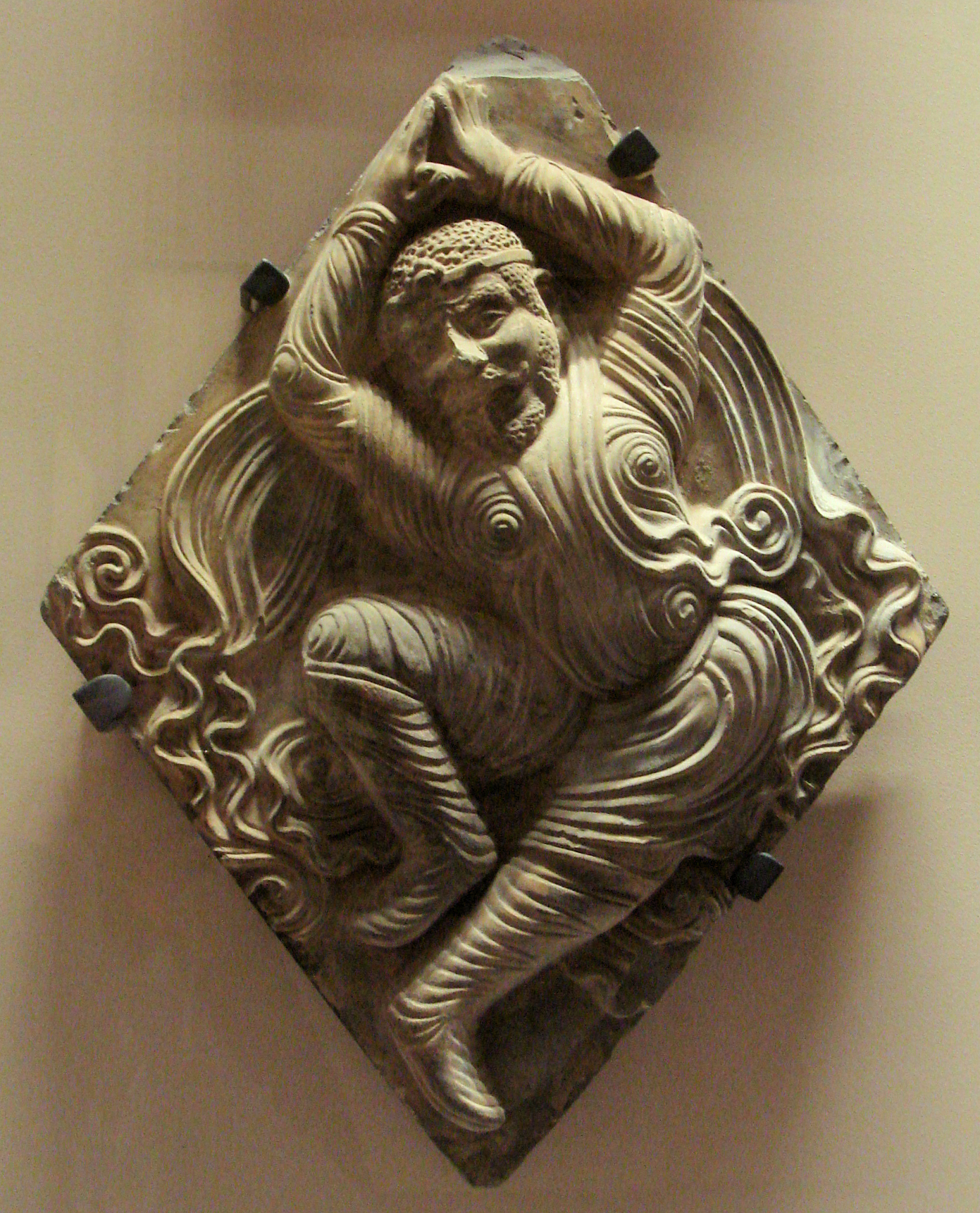
رقص هوتنگ در قرن هفتم میلادی

هوتنگ (چینی ساده‌شده: 胡腾; چینی سنتی: 胡騰; پین‌یین: Húténg; ت.ت. 'Nomadic leap')، اصطلاح چینی برای نوعی رقص بود که در آسیای مرکزی، به ویژه در میان سغدی‌ها و منطقه تاشکند (石國، Shíguó) سرچشمه گرفت. این رقص در زمان دودمان تانگ به خوبی شناخته شده بود و تصاویر متعددی از آن در آثار هنری وجود دارد. مشخصه رقص چرخیدن، جهش و برگشتن بود.